# Fredi González
Fredi Jesus González (ur. 28 stycznia 1964) – kubański baseballista, który występował głównie na pozycji łapacza.

## Przebieg kariery
Po ukończeniu szkoły średniej, w czerwcu 1982 został wybrany w 16. rundzie draftu przez New York Yankees i przez sześć sezonów grał w klubach farmerskich tego zespołu, najwyżej na poziomie Double-A w Albany-Colonie Yankees. W latach 1990–1998 był członkiem sztabu szkoleniowego we Florida Marlins, zaś od 1999 do 2001 trenerem trzeciej bazy na poziomie MLB.
3 października 2006 został menadżerem Florida Marlins, zastępując na tym stanowisku Joego Girardi. W lipcu 2007 był trenerem NL All-Star Team. W 2008 został wybrany przez magazyn Sporting News najlepszym menadżerem w National League osiągając z Marlins bilans 87–75. 22 czerwca 2010 został zwolniony z funkcji menadżera zespołu.
13 października 2010 został oficjalnie przedstawiony jako menadżer Atlanta Braves, zastępując Bobby'ego Coksa, który pełnił tę funkcję od 1990 roku. W lipcu 2014 został wybrany po raz drugi w karierze do sztabu trenerskiego NL All-Star Team. 17 maja 2016, po osiągnięciu bilansu 9–28 od początku sezonu, został zwolniony z funkcji menadżera zespołu.
W listopadzie 2016 został członkiem sztabu szkoleniowego Miami Marlins.

## Statystyki menadżerskie
Stan na koniec sezonu 2016
| Sezon              | Klub               | Liga               | Mecze | Zwycięstwa | Porażki | Proc. zw. i por. |
| ------------------ | ------------------ | ------------------ | ----- | ---------- | ------- | ---------------- |
| 2007–2010          | Florida Marlins    | NL                 | 555   | 276        | 279     | 0,497            |
| 2011–2016          | Atlanta Braves     | NL                 | 847   | 434        | 413     | 0,512            |
| Łącznie w karierze | Łącznie w karierze | Łącznie w karierze | 1402  | 710        | 692     | 0,506            |